# Kōhei Uchima
Kōhei Uchima (内間 康平, Uchima Kōhei, né le 8 novembre 1988 à Urasoe) est un coureur cycliste japonais.

## Biographie
En 2011, Kōhei Uchima intègre l'équipe continentale D'Angelo & Antenucci-Nippo.
Il met un terme à sa carrière cycliste à l'issue de la saison 2018

## Palmarès et classements mondiaux

### Palmarès
- 2005
  - 3e du Tour d'Okinawa juniors
- 2008
  - 2e du championnat du Japon sur route espoirs
- 2010
  - 5e étape du Tour de Thaïlande
- 2014
  - 1re et 6e étapes du Tour de Singkarak
  - 3e du Tour de Hokkaido
- 2015
  - 1re étape du Tour de Thaïlande
  - 2e du Tour de Thaïlande
  -  Médaillé de bronze du championnat d'Asie sur route
- 2016
  - 3e du Tour d'Okinawa
- 2019
  - 2e du Tour de Iskandar Johor
  - 2e du Tour d'Okinawa

### Classements mondiaux
| Année                                 | 2009 | 2010 | 2011 | 2012 | 2013 | 2014 | 2015  | 2016  | 2017  | 2018  | 2019  | 2020 |
| ------------------------------------- | ---- | ---- | ---- | ---- | ---- | ---- | ----- | ----- | ----- | ----- | ----- | ---- |
| Classement mondial                    |      |      |      |      |      |      |       | 2160e | 1401e | 3028e | 1449e | 921e |
| UCI Europe Tour                       | nc   | nc   | nc   | nc   | nc   | nc   | 1173e | nc    | 1539e | nc    |       |      |
| UCI Asia Tour                         | 190e | 91e  | nc   | 256e | 181e | 58e  | 27e   | 418e  | 257e  | 738e  | 107e  | 46e  |
|                                       |      |      |      |      |      |      |       |       |       |       |       |      |
| Légende : nc = non classéSource : UCI |      |      |      |      |      |      |       |       |       |       |       |      |